# Saint-Mathieu-de-Beloeil
Saint-Mathieu-de-Beloeil, antes llamada Saint-Matthieu-de-Beloeil, es un municipio de la provincia de Quebec, Canadá. Es una de las ciudades pertenecientes al municipio regional de condado de La Vallée-du-Richelieu y, a su vez, a la región de Montérégie-Est en Montérégie.

## Geografía
El territorio de Saint-Mathieu-de-Beloeil está ubicado entre Saint-Marc-sur-Richelieu al norte, Belœil al este, Saint-Basile-le-Grand al sur y Sainte-Julie al oeste. Tiene una superficie total de 39,31 km² cuyos 30,28 km² son tierra firme. Saint-Mathieu-de-Beloeil está ubicado en la planicie de San Lorenzo. 

## Historia
En la época de Nueva Francia, en 1694, el señorío de Beloeil fue concedido a Joseph Hertel. En 1772, después de la Conquista de Nueva Francia por los Ingleses, la parroquia católica fue fundada. La parroquia fue instituida de manera oficial en 1832. La primera parroquia civila de Saint-Matthieu-de-Beloeil fue creada en 1835. Su territorio incluye los municipios actuales de Saint-Mathieu-de-Beloeil, de Beloeil, de Sainte-Julie, de Varennes y de Saint-Marc-sur-Richelieu. El nombre escogido recuerda Matthieu Camin LaTaille (1725-1782), primero cura de la parroquia. En 1845, el municipio de parroquia de Beloeil fue creado pero abolido en 1847, como todos los municipios en Quebec en esta época. El municipio fue restablecido en 1855 sobre el nombre de municipio de parroquia de Saint-Mathieu-de-Beloeil. En 1992, el municipio de parroquia cambió su estatuto por un municipio sin designación.

## Política
El alcalde está Michel Aubin. El consejo municipal está elegido según seis distritos. El municipio está incluido en la Comunidad metropolitana de Montreal. El municipio está incluso de las circunscripciones electorales de Borduas a nivel provincial y de Verchères-Les Patriotes a nivel federal.

## Demografía
Según el censo de 2011, había 2624 habitantes (Beloeillois y Beloeilloises (en francés)) en este municipio con una densidad de población de 65,8 hab./km². Los datos del censo mostraron que de las 2288 personas censadas en 2006, en 2011 hubo un aumento de 336 habitantes (+14,7 %). El número total de inmuebles particulares resultó de 913. El número total de viviendas particulares que se encontraban ocupadas por residentes habituales fue de 898.